# 47 (tal)
47 er et ulige heltal og det naturlige tal, som kommer efter 46 og efterfølges af 48.

## Matematik
- Det 15. primtal.[1]

## Andet
Desuden er 47:
- atomnummeret på grundstoffet sølv.
- international telefonkode for Norge.
- agentnummeret på hovedpersonen i Hitman - se Agent 47